# Ehemalige Mikwe (Wolfhagen)

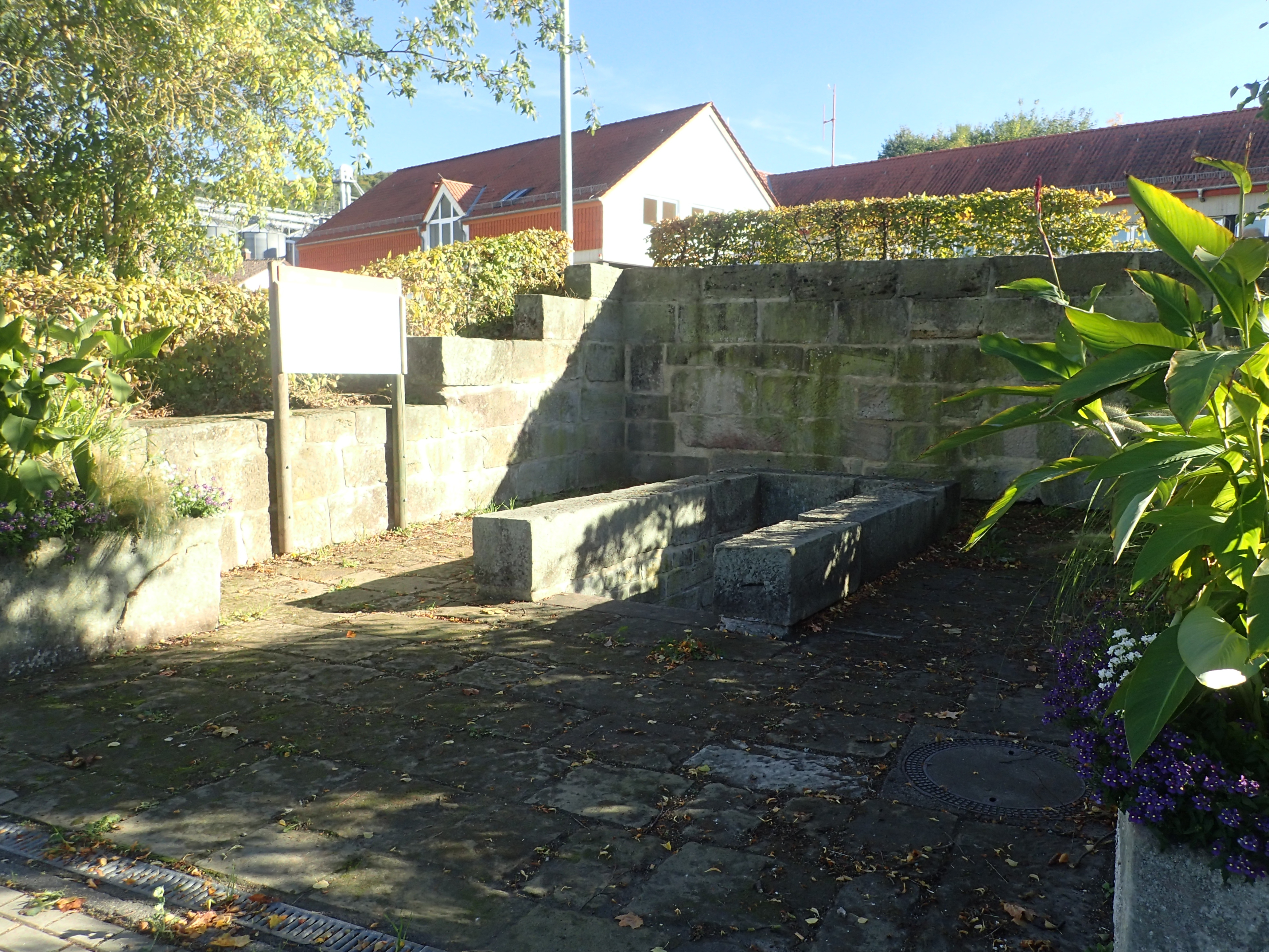
Die ehemalige Mikwe in Wolfhagen

Die ehemalige Mikwe, zumeist als „Judenbad“ bezeichnet, ist eine Gedenkstätte an der Schützeberger Straße in Wolfhagen im hessischen Landkreis Kassel. Sie ist ein Kulturdenkmal laut Hessischem Denkmalschutzgesetz und gehört zum Eco Pfad Kulturgeschichte Wolfhagen.

## Geschichte
1834 entstand an dieser Stelle das rituelle Tauchbad der jüdischen Gemeinde in Wolfhagen. Das Tauchbad wurde 25 Jahre lang genutzt und dann in die Gerichtsstraße 3 verlegt, wo es bis 1934 bestand. Das Gebäude des alten Bades wurde 1859 abgerissen.
Seit 2010 steht dort eine Infotafel des Eco-Pfades Kulturgeschichte Wolfhagen.